# Osetia

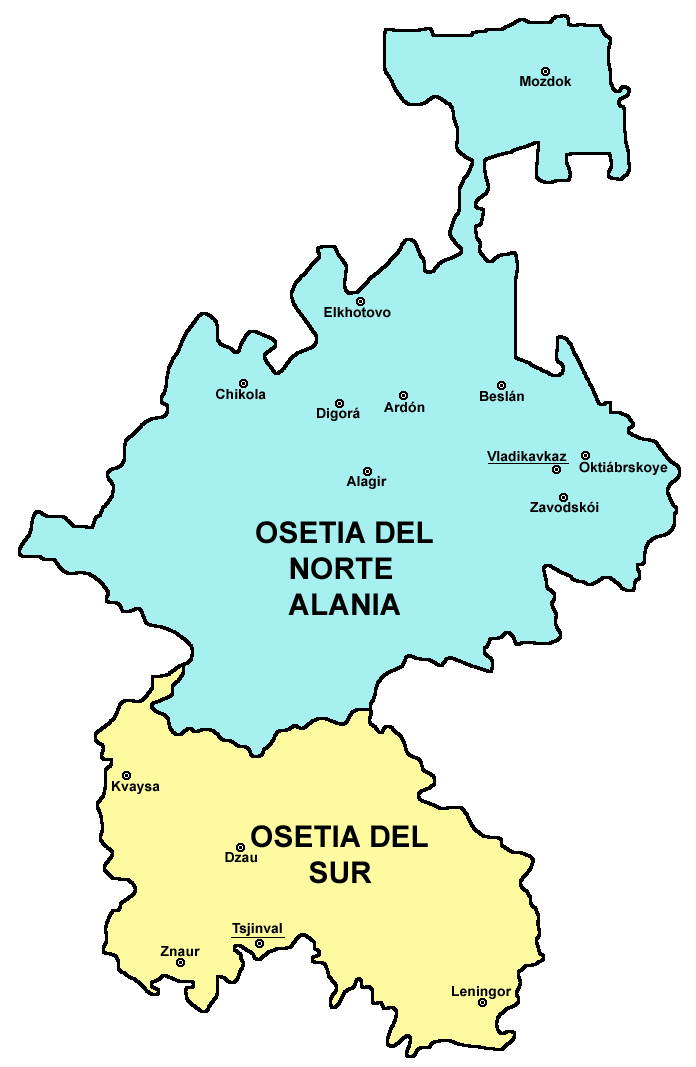
Osetia del Norte y Osetia del Sur.

Mapa etnolinguístico del Cáucaso en la actualidad (Osetia en la parte central).

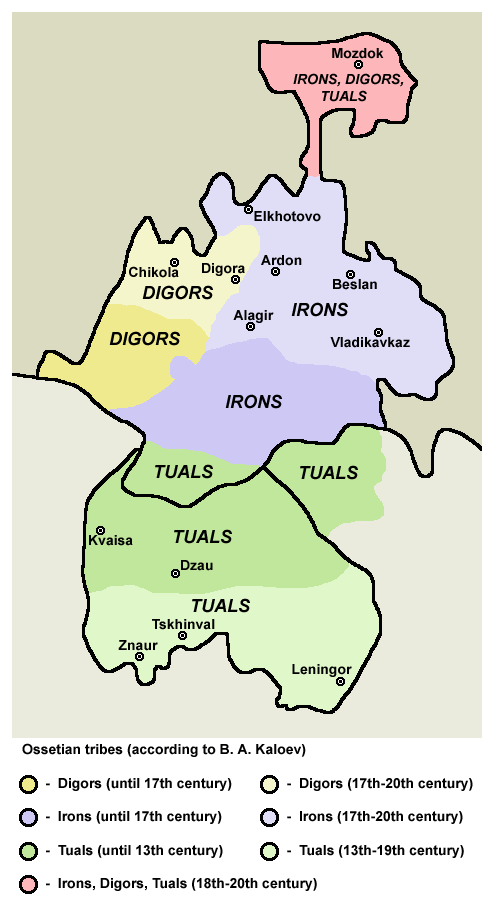
Tribus de Osetia a lo largo de los siglos (según B. A. Kaloev).

Osetia (en osetio: Ирыстон, Iryston) es una región etnolingüística situada a ambos lados de la cordillera Gran Cáucaso, habitada por los osetios. Su territorio está dividido políticamente entre la república de Osetia del Norte-Alania, en la Federación de Rusia, y con capital en Vladikavkaz; y la república parcialmente reconocida de Osetia del Sur, con capital en Tsjinval, aunque para la mayor parte de la comunidad internacional este último territorio pertenece a Georgia.
En 1991, tras la caída de la Unión Soviética, Osetia del Sur se declaró unida a Osetia del Norte. El gobierno de Georgia no estuvo de acuerdo y comenzó una guerra civil. Se calcula que alrededor de 100 000 osetios (la mitad de los que vivían en Georgia antes de la guerra, incluida Osetia del Sur) ha emigrado a la parte norte y a otras partes de Rusia. En el conflicto, Georgia ha recibido el apoyo de Estados Unidos mientras que Osetia del Sur recibió el de Rusia. Durante los años 1990 y la primera década del siglo XXI, Osetia del Sur ejerce soberanía de facto sobre su territorio. Después de la guerra de 2008 la independencia de esta república fue reconocida primero por Rusia, luego por Nicaragua y por Venezuela.

## Historia
El territorio de Osetia fue habitado en la antigüedad por escitas, sármatas y alanos. Entre los siglos XVIII y XIX, primero el territorio de la actual Osetia del Norte y, posteriormente, el de Osetia del Sur fueron incorporados al Imperio ruso.
Con la aparición de la Unión Soviética, Osetia fue dividida en dos partes: al norte de la cordillera del Gran Cáucaso, Osetia del Norte formaba parte de la República Socialista Federativa Soviética de Rusia y al sur de la cordillera, Osetia del Sur a la República Socialista Soviética de Georgia.

## Batalla de Tsjinval
En la madrugada del 8 de agosto de 2008, pocas horas antes de comenzar los Juegos Olímpicos en Pekín, el presidente de la República de Georgia, Mijaíl Saakashvili, ordenó iniciar acciones militares contra Osetia del Sur con la intención de someterla a su mandato y alcanzar el pleno control sobre la totalidad del territorio sobre el que se le reconoce internacionalmente la soberanía. La respuesta del ejército de la Federación Rusa fue inmediata e incluyó el despliegue terrestre de tropas y carros blindados en Osetia del Sur y el bombardeo aéreo estratégico de objetivos militares en territorio propiamente georgiano. Tras dos días de combates en los que la parte osetia y rusa informaba de más de mil cuatrocientos muertos a manos del ejército georgiano este se retira de la capital suroseta, Tsjinval, ante la presión de las tropas rusas. La capital de Osetia queda totalmente destrozada por el bombardeo realizado por las tropas georgianas.
El primer ministro ruso, Vladímir Putin, se desplaza desde Pekín, donde asistía a la inauguración de los Juegos Olímpicos, a Osetia del Norte, donde en una intervención televisada justifica la necesidad y la legalidad de la defensa rusa de Osetia del Sur, así como afirma que difícilmente recuperará Georgia la soberanía sobre dicho territorio. El presidente de la Federación Rusa, Dmitri Medvédev, afirma desde Moscú que es obligación de Rusia no dejar desamparados a sus compatriotas (más del 90 % de la población de Osetia del Sur contaba con pasaporte ruso). Paralelamente, la Armada de Rusia desplaza navíos de guerra de sus bases del Mar Negro a las cercanías de la costa georgiana para evitar envíos de armamento. Georgia solicita apoyo a EE. UU., un aliado de Georgia en la defensa de la soberanía de su territorio, pero declina adoptar medidas concretas.
Ucrania presta apoyo militar directo a las acciones militares georgianas y decide prohibir el regreso de los navíos rusos que participen en el bloqueo de Georgia a la base rusa de Sebastopol, en Ucrania, que Rusia mantiene en régimen de alquiler. El Consejo de Seguridad de las Naciones Unidas no logra ni tan siquiera acuerdo para redactar una solicitud de cese el fuego de ambas partes.
Tras la guerra Tsjinval, la capital de Osetia del Sur, de unos treinta mil habitantes, quedó «prácticamente en ruinas» debido a los bombardeos de los aviones y la artillería georgiana.